# Dollart

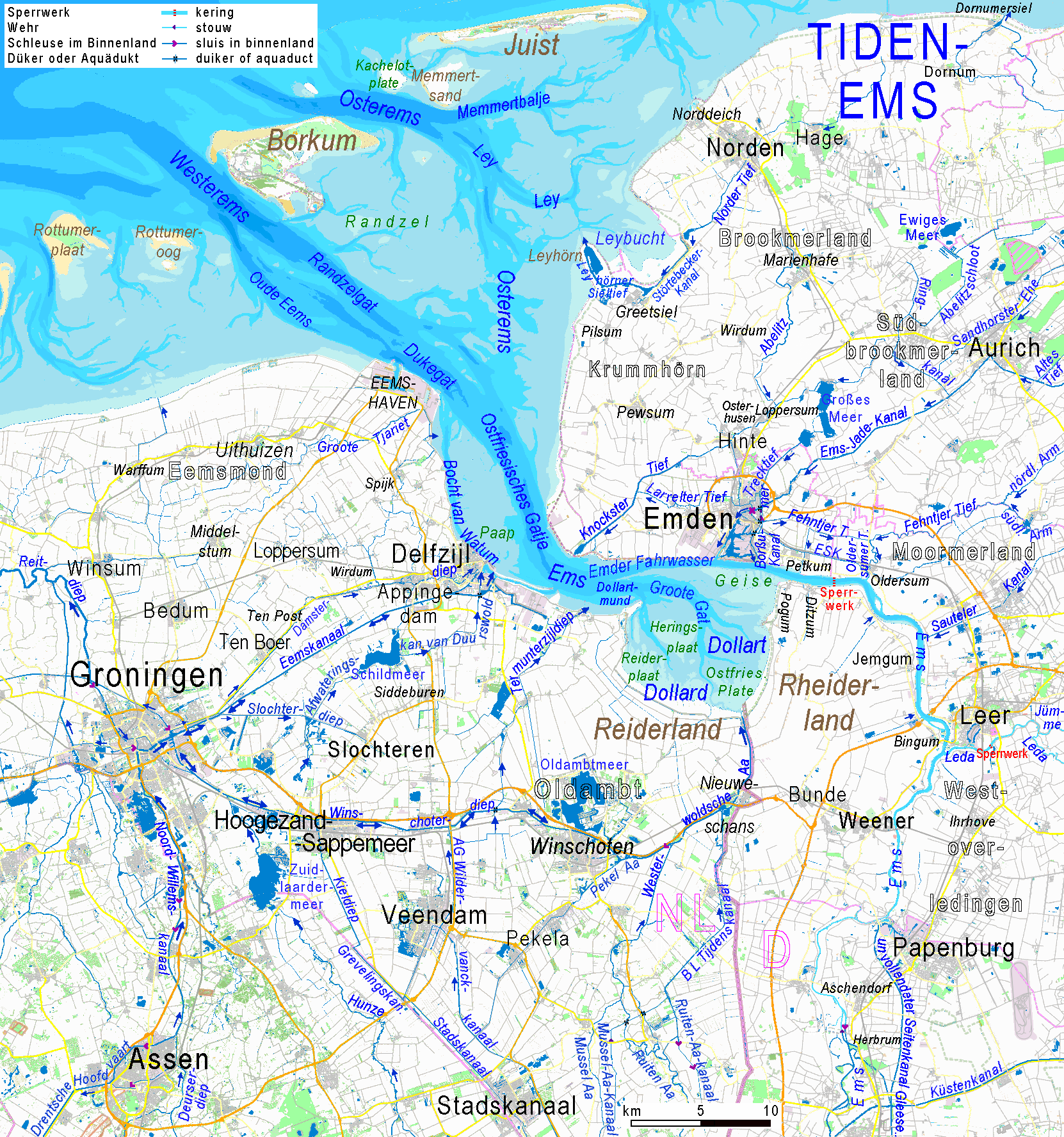
Der Dollart im Tidenbereich der Ems: Watt in blassen, Flächen unter dem Seekartennull in leuchtenden Blautönen; vor den Gezeiten abgeschirmte Gewässer gedeckt blau

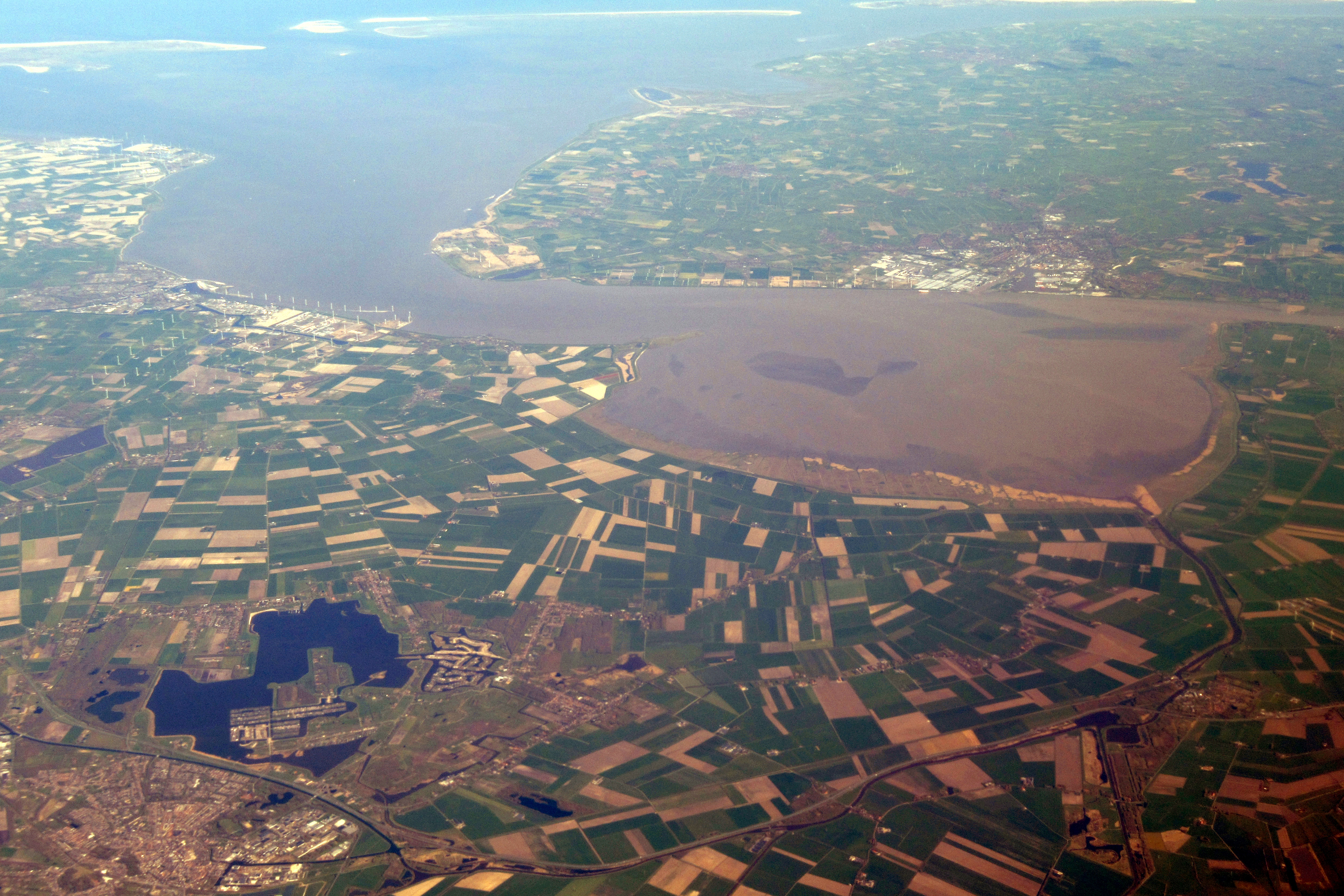
Der Dollart und seine Umgebung

Der Dollart (niederländisch Dollard) ist eine etwa 90 km² große Bucht im Mündungsästuar der Ems südlich der Seehafenstadt Emden. Gespeist wird der Dollart von Süden her mit Süßwasser aus der Westerwolder Aa (niederländisch: Westerwoldse Aa). Im Nordwesten stellt der knapp zwei Kilometer breite, zwischen der Landzunge Punt van Reide am niederländischen Ufer und der Geise gelegene Dollartmund die Verbindung zur Außenems und damit zur Nordsee her.

## Geschichte

Die größte Ausdehnung des Dollarts im 16. Jahrhundert und die Landrückgewinnung durch Einpolderungen bis heute.

Die Bucht ist, ähnlich wie der Jadebusen, das Ergebnis von Meereseinbrüchen im späten Mittelalter, die die ursprüngliche Moorlandschaft weitgehend ausgeräumt haben. Die von Ubbo Emmius dargestellte ältere Auffassung besagt, dass der Dollart bereits 1277 entstanden sei. Diese Tradition findet in mythischer Form in Jarfke van der Muydens Prophecye ihren Niederschlag, wird durch zeitgenössische Quellen jedoch nicht bestätigt. Auch das vermeintliche Entstehungsjahr 1362 (Zweite Marcellusflut) ist keineswegs gesichert. Laut einer Überlieferung, über die der ostfriesische Chronist Eggerik Beninga berichtet, seien die wichtigsten Siele erst 1413 während einer Fehde zerstört worden. Fünf Jahre später soll das Wasser erstmals das spätere Dorf Blijham erreicht haben. Dennoch bezeugen archäologische Funde bei Bad Nieuweschans (Bad Neuschanz), Vriescheloo und Scheemda, dass hier noch im 15. Jahrhundert Süßwasserverhältnisse vorherrschten. Dagegen war bei Pogum bereits zwei Jahrhunderte früher eine halophile Vegetation vorhanden.
Der östliche Dollartbusen bildete sich in der ersten Hälfte des 15. Jahrhunderts. Bereits 1454 hatte man einen Notdeich vom festen Emsufer quer durch das Moorgebiet bis zur hohen Geest bei Finsterwolde gebaut, der das Oldambt schützen sollte. Der westliche Busen ist vermutlich erst ab den 1460er Jahren entstanden. Weite Teile dieses Gebiets waren noch weitgehend vom Meer unberührt, als 1509 die Zweite Cosmas- und Damianflut und dann die Antoniflut 1511 weit ins Innere vordrangen.

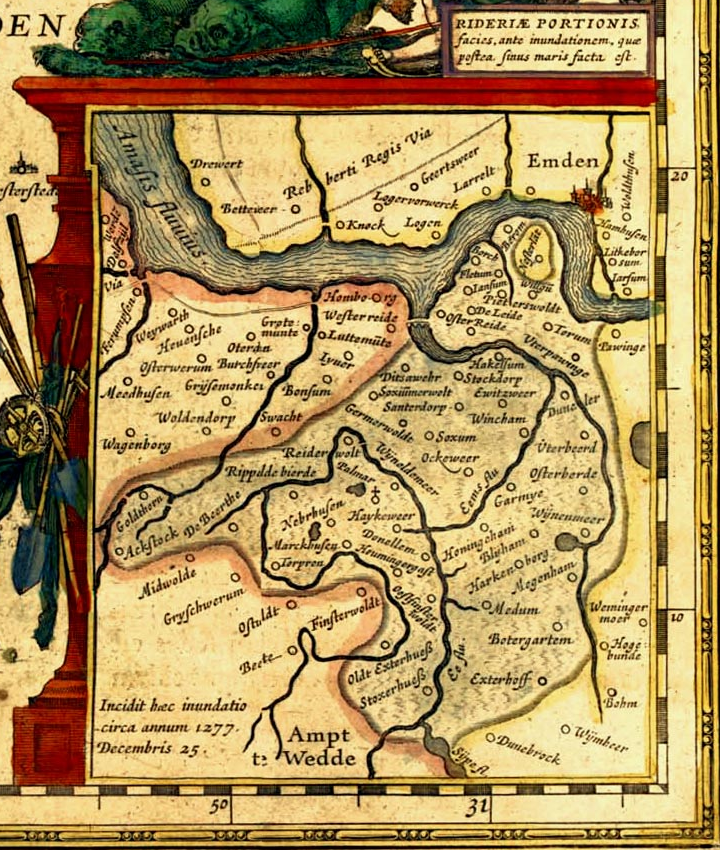
Karte des Rheiderlands um 1277 mit den an den Dollart verlorenen Ortschaften (nach Ubbo Emmius).

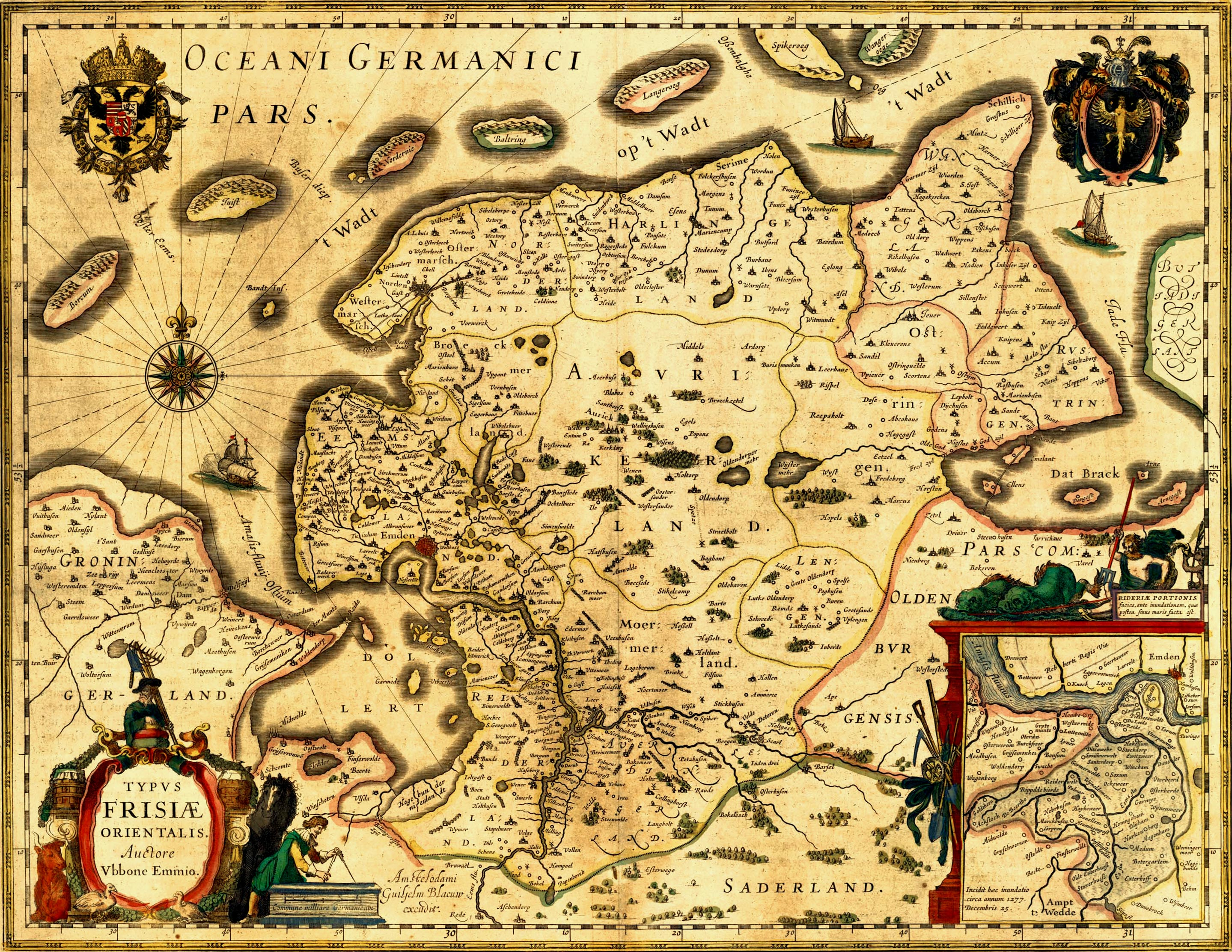
Karte um 1600 mit Inseln (z. B. Garmede) im Dollart

Durch die Entstehung des Dollart und durch Einbrüche des Emsufers sind mindestens 20 Kirchspiele und 10 bis 15 weitere Dörfer sowie drei Klöster untergegangen. Ein Dutzend Dorfkirchen hat man ein- oder sogar zweimal umgesiedelt. Die Namen dieser Dörfer sind jedoch häufig entstellt.
Untergegangen sind die Kirchspiele Kalentwalt (Coldeborgerfehn?), Haxenerwalt (Hatzumerfehn?), Ditzumerwold, Uterpogum, Utbeerte, der Marktflecken Torum, Wilgum, Fletum, Berum, Oosterreide, Westerreide, Up-Reiderwolde und Ut-Reiderwolde (mit einem Kollegiatstift), San(t)dorp, Stockdorp, Tijsweer, Zwaag, Ooster-Finsterwolde, Ulsda, Megenham, Wynedaham, Houwingagast (Houwingahof), Houwingaham und vielleicht die schwer zu identifizierenden Kirchspiele Haxne, Siweteswere, Poel, Rodendebord und Katelmesinke.
Dazu die Dörfer Peterswere (Peterswolde), Dune Lee (Duinkerken bei Marienchor?), Garmede, Wynham, Jarde (Bundergaarde), Bonewerda (Boen?), Ockeweer, Astock, Torpsen, De Lidden, Gaddingehorn, Fiemel und vielleicht Ayckaweren, Stoksterhorn, Exterhuis, Jansum und Homborg. Und schließlich die Klöster Palmar (Porta sancta Mariae), Oosterreide und Menterwolde (Campus Sylvae) mit dem Klostervorwerk De Olde Stoeve. Die Existenz der Dörfer Beda, Ludgerskerke, Osterbeerde, Maarhuisen und Markhuisen darf angezweifelt werden, da diese nicht durch zeitgenössische Quellen belegt werden.
Nesse, Kirchborgum (Huweghenborch), Bingum (Oengum) und das Klostervorwerk Goldhoorn (bei Finsterwolde) werden wohl zu Unrecht zu den untergegangenen Siedlungen gezählt. Andere ehemalige Moorsiedlungen sind möglicherweise bereits vor den Dollarteinbrüchen wegen ihrer niedrigen Lage zu Wüstungen verfallen und erst nachträglich in den Listen der untergegangenen Dörfern aufgeführt worden.
Mindestens 17 Siedlungen hat man wegen der Überflutungen auf eine höher gelegene Siedlungsstelle verlegt: Marienchor (Critzumerwolde), Böhmerwold (wohl *Bentumerwolde), St. Georgiwold (Upwolde), Weenermoor, Boen (Bonewerda), Wymeer, Hamdijk (Houwingaham oder Utham), Den Ham (Upham oder Nijeham), Bellingwolde, Vriescheloo, Winschoten-Sint-Vitusholt, Beerta, Oostwold, Midwolda, Scheemda, Meeden, Muntendam und vielleicht die Vorgängersiedlungen von Bunderhee und Blijham. Die Kirchendörfer Noordbroek und Zuidbroek sowie möglicherweise auch die Kommende Dünebroek wurden schon früher verlegt.
Als Folge des Dollarteinbruches wurde die Emsschleife vor Emden 1509 abgeschnitten. Während die Ems vorher unmittelbar unter den Wällen der Stadt Emden floss, verlagerte sich nach der Sturmflut das Strombett in die neu entstandene Sehne dieses Bogens. Die gegenüber Emden gelegene Halbinsel Nesserland wurde infolgedessen zur Insel, und der nunmehr von der Hauptströmung verlassene Bogen verschlickte immer mehr, wodurch die Zufahrt zum Emder Hafen immer schwieriger wurde. Durch eine etwa 4,5 km lange Spundwand aus Eichenstämmen, das „Nesserlander Höft“, versuchte die Stadt Emden, das neu entstandene Emsbett abzuriegeln, doch musste das 1581 begonnene Werk 1631 wieder aufgegeben werden.
Der Durchbruch der Halbinsel Nesserland scheint für die Wiederverlandung des Dollart von Bedeutung gewesen zu sein. Solange die Halbinsel bestand, legte sie sich der aus westlicher Richtung vorstoßenden Flutwelle in den Weg und lenkte sie auf das eingerissene Dollartgebiet. Das Nesserlander Höft übte dieselbe Wirkung aus. Nachdem es zerbrochen war, konnte die Flutwelle verstärkt in den Emslauf eintreten, so dass die Stoßkraft in Richtung des Dollart abnahm. Die dann einsetzende Verlandung schritt ziemlich schnell fort, so dass weite Strecken des Vorlandes bereits in der ersten Hälfte des 16. Jahrhunderts neubedeicht werden konnten.

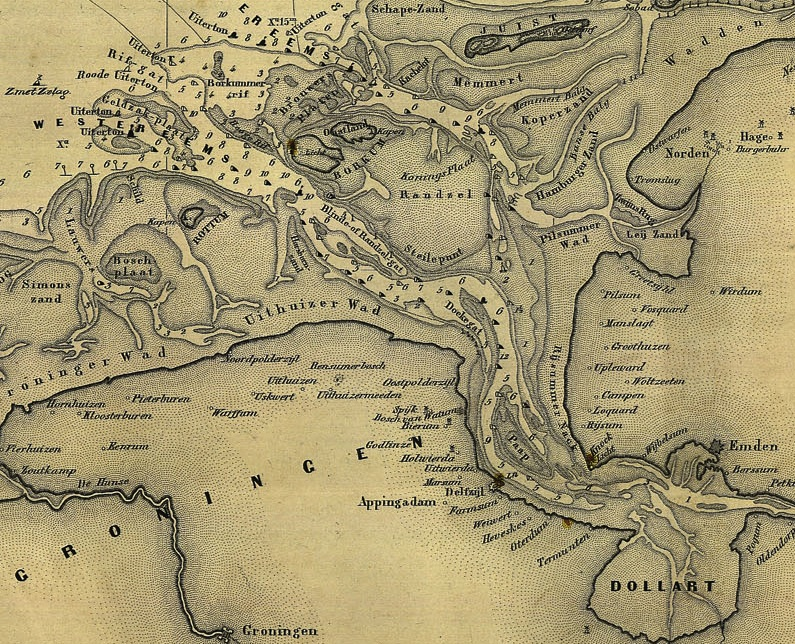
Außenems mit Dollart um 1883

Nach zahlreichen weiteren Einpolderungen vom 17. bis zum 20. Jahrhundert ist der Dollart heute auf etwa ein Drittel seiner Fläche im Verhältnis zu seiner größten Ausdehnung geschrumpft. Der jüngste Polder ist an der Ostseite der 1877 eingedeichte Kanalpolder, an der Nordseite auf Emder Stadtgebiet der in den Jahren von 1912 bis 1923 eingedeichte Wybelsumer und Larrelter Polder.

## Geomorphologie
Bei Niedrigwasser fallen etwa 78 Prozent der Dollartfläche als Watt trocken. Zwischen dem Watt und dem Seedeich erstreckt sich im Westen, Süden und Osten ein Saum aus etwa 1100 ha großen und 100–1200 m breiten Vorländern, wovon 336 ha Deichfuß wattwärts auf die deutsche Seite entfallen.

### Gewässer
Nach den Küstenlinien betrachtet ist die Dollartbucht langstreckig mit der Unterems verbunden und beim Tidenhochwasser, erst recht bei Sturmfluten bilden sie eine einheitliche Wasserfläche. Das Prielsystem des Dollart ist jedoch durch die Wattfläche der Geise vom Emder Fahrwasser als Abschnitt des Emslaufs getrennt. Ab 1872 sind Strombuhnen, ab 1900 und 1930 Trenn- und Leitwerke von der deutschen Wasserbauverwaltung angelegt worden, um den Geiserücken festzulegen und zu erhöhen. Diese Strombaumaßnahmen dienten ausschließlich zur Stützung des Emder Fahrwassers.
Durch diese Maßnahmen vereinigt sich der Dollartmund, durch den der größte Teil des Tidenwassers ein- und ausströmt, erst zwei Kilometer westlich des Punt van Reide (s. u.) mit dem Emslauf. Die größte Strömungsrinne im Dollart selber ist das Groote Gat. Dessen südlicher Ast wird Schanskerdiep oder Buiten-Aa genannt und nimmt am Nieuwe Statenzijl das Wasser der Westerwoldsche Aa auf, die das niederländische Binnenland zwischen Winschoten und der deutschen Grenze entwässert.
Im Dollart, in den trichterförmig die Wester- und die Osterems fließen, wird das Nordseewasser mit dem Süßwasser der Zuflüsse stark durchmischt, Küstenform und Wasserverhältnisse schaffen einen Brackwasserraum mit unterschiedlichem Salzgehalt.

### Küste
Die niederländische, etwa zwei Kilometer lange Landzunge Punt van Reide östlich von Termunterzijl im Dollart ist aus festem Klei aufgebaut und stellt wie das Schafland bei Dyksterhusen auf der deutschen Seite den Rest des alten Emsuferwalles dar. Es wird an der Nord- und Ostseite durch Buhnen und Deckwerke geschützt, die bereits 1738 vorhanden waren.
Alle Deichstrecken am südlichen und westlichen Rand des Dollarts sind in den 1970er und 1980er Jahren erhöht und verstärkt worden. Der Sand für den Kern der Deiche stammte zum Teil aus der äußeren Außenems, zum Teil aus dem Dollartmund.

## Grenzverlauf

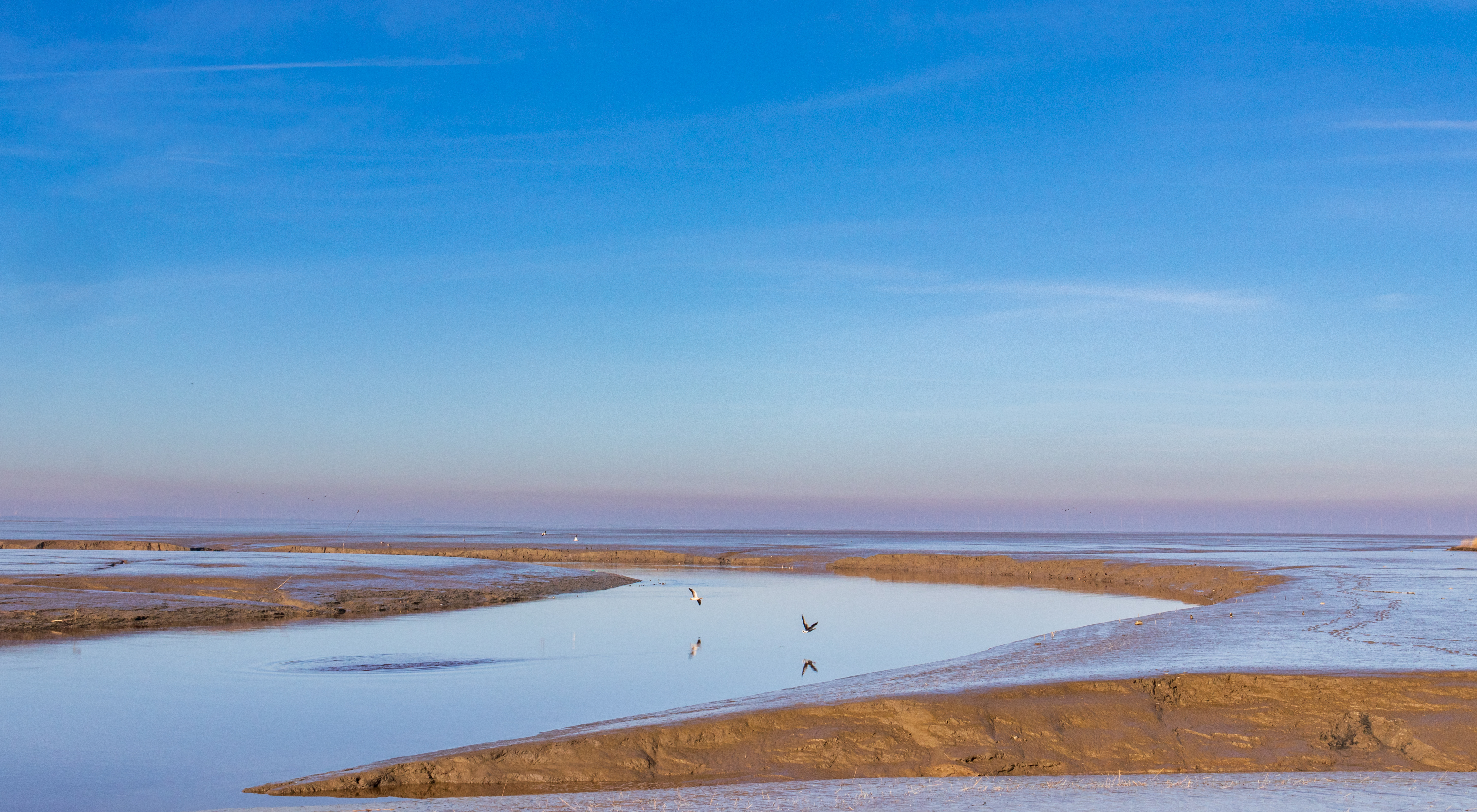
Blick vom Kiekkaaste auf den Dollart an der deutsch-niederländischen Grenze bei Nieuwe Statenzijl

Der Dollart wird von der deutsch-niederländischen Staatsgrenze durchschnitten. Sie führt bei Nieuwe Statenzijl in nordnordwestlicher Richtung auf den Außenhafen von Emden zu und biegt im Nordteil nach Westen ab. Über die genaue Lage der Ost-West verlaufenden Grenze gibt es keine einheitliche deutsch-niederländische Auffassung. Für die Schifffahrt gilt eine eigene binationale Schifffahrtsordnung Emsmündung (EmsSchO).

## Naturschutz

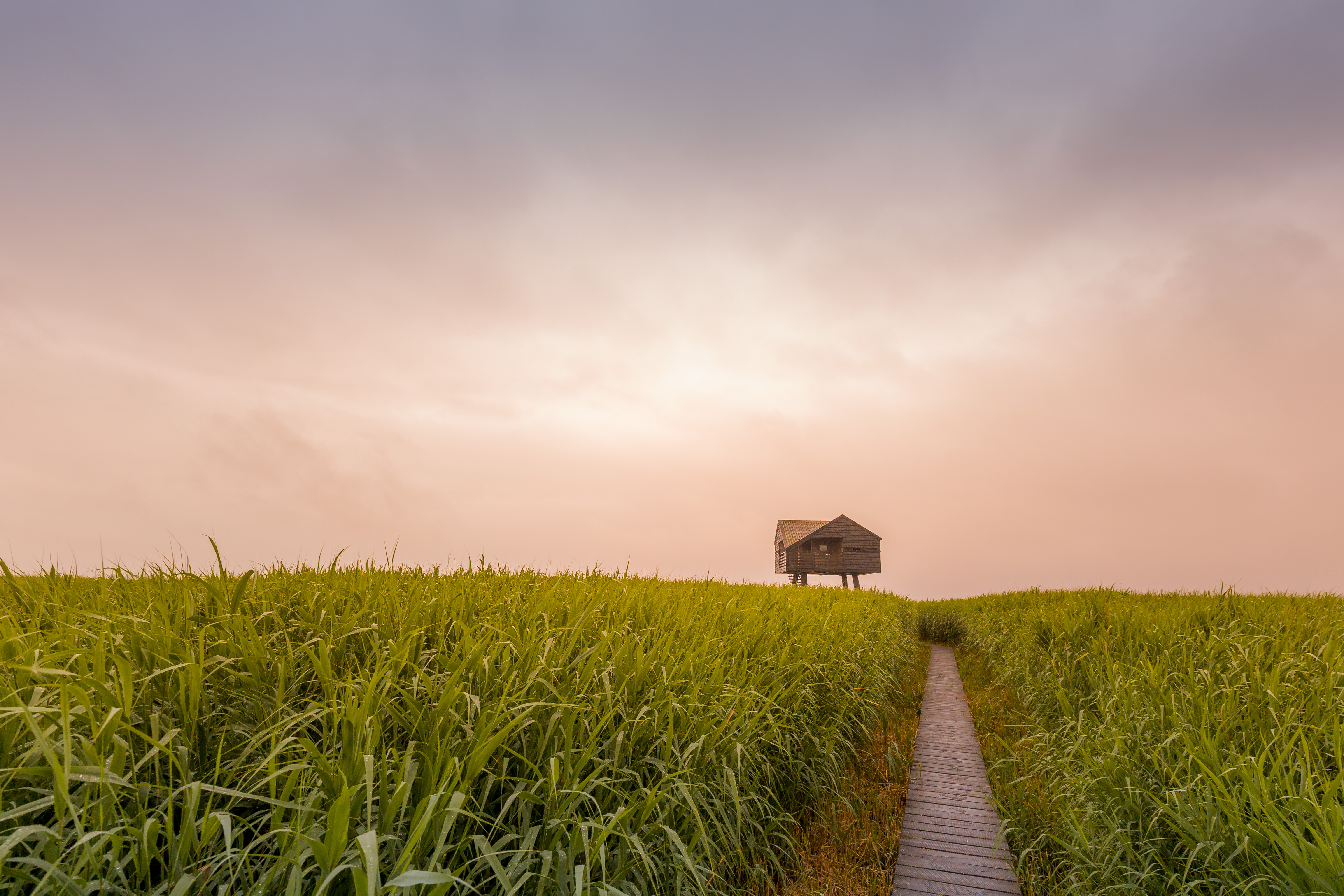
Der Vogelbeobachtungsturm Kiekkaaste bei Nieuwe Statenzijl

Der niederländische Teil des Dollart steht seit 1977 unter Naturschutz, der etwa 30 Prozent der Bucht ausmachende deutsche Dollart (2250 ha) wurde 1976 als Ramsar-Gebiet und 1980 als Naturschutzgebiet ausgewiesen, soweit er zum Kreisgebiet Leer/Ostfriesland gehört. 1986 erfolgte die Ausweisung als EU-Vogelschutzgebiet. Seit dem Jahr 2000 gehört der deutsche Teil des Dollart zum Nationalpark Niedersächsisches Wattenmeer; der Abschnitt zwischen der Emsmündung bei Pogum und der niederländischen Grenze nahe der Mündung der Westerwolder Aa hat dabei den strengsten Schutzstatus der Schutzzone I. Der Dollart ist alljährlich Schlafplatz von vielen Zehntausenden von Zugvögeln. Den spektakulärsten Anblick dabei bietet der Einflug der arktischen Wildgänse wie Blessgans, Nonnengans, Waldsaatgans oder Graugans, die im umliegenden Grasland Nahrung suchen. Schwerpunkt ist hierbei das Rheiderland sowie die emsnahen Bereiche von Moormerland und Westoverledingen. Im Mai finden sich am Dollart Dunkelwasserläufer (Tringa erythropus) in großer Zahl. Es sind die höchsten Zahlen in ganz Niedersachsen. Auch der Regenbrachvogel (Numenius phaeopus) wird in hohen Zahlen beobachtet.
Etwaige negative Umwelteinflüsse infolge des 2002 fertiggestellten Emssperrwerks zwischen Gandersum bei Emden und Nendorp im Rheiderland müssen abgewartet werden.

## Sehenswürdigkeiten
Bei Pogum-Dyksterhusen befindet sich eine aufgeschüttete Plattform im Dollart, auf der im Jahre 1964 Probebohrungen nach Erdgas durchgeführt wurden. Von dieser alten Bohrinsel hat man heute einen Überblick über den ganzen Bereich des Dollarts.
Bei Flut ist hier auch das Baden und das Surfen möglich, eine Badeaufsicht besteht nicht. Es ist der westlichste Punkt der Gemeinde Jemgum. Die Anfahrt ist über einen Deichweg mit dem PKW möglich. Hier befindet sich ein großer Parkplatz, der von 9 bis 22 Uhr genutzt werden darf.
An der Bohrinsel findet jedes Jahr ein historisches Kreierrennen statt. Der Kreier ist ein Wattschlitten, der von Fischern benutzt wurde, um ins Wattenmeer zu ihren Reusen zu fahren. Heutzutage ist diese Art des Fischens kaum mehr üblich.